# Elektricitetsmuseet (Lissabon)

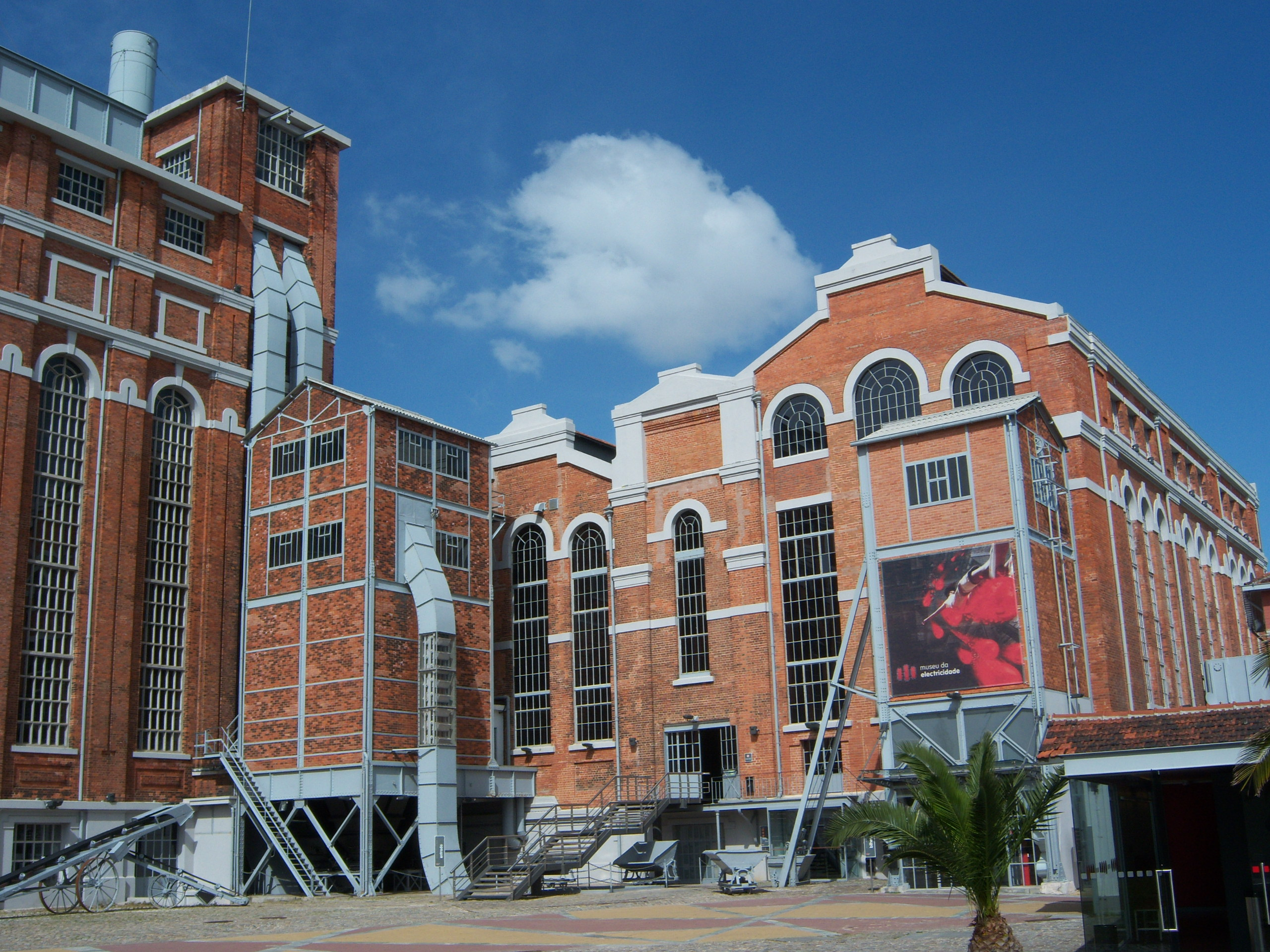
Praça do Carvão (Koltorget), entré och början av museet.

Elektricitetsmuseet är ett kulturcenter som i sina utrymmen presenterar energins historia, nutid och framtid i sin egenskap av ett museum för vetenskap och industriell arkitektur. Tematiska och experimentella utställningar visas på museet och det hålls även en rad olika kulturevenemang här.
Museet är beläget i distriktet Belém, på mark som tidigare tillhörde floden Tejo, men som erövrades av Lissabon i slutet av 1800-talet. Belém har en imponerande historia och här återfinns bland Mosteiro dos Jerónimos (Hieronymusklostret), Centro Cultural de Belém (Beléms kulturcenter), Torre de Belém (Belémtornet), Padrão dos Descobrimentos (ett monument över portugisiska upptäcktsresanden), Palácio e Museu da Presidência da Republica Portuguesa (presidentämbetets palats och museum), Museu dos Coches (vagnmuseet) och kulturarvsbyggnaden Cordoaria Nacional. Elektricitetsmuseet breder ut sig i och runt den förutvarande kraftstationen Central Tejo, som lyste upp Lissabons stad i över fyra decennier.
Museet invigdes 1990. Tio år senare renoverades museets byggnader och utrustning renoverats ännu en gång, och 2006 kunde det öppna på nytt med ett nytt museikoncept och nya utställningsföremål. 
Idag kan besökaren, tack vare museets kulturella mångsidighet, njuta av olika evenemang: allt från museets permanenta utställning som visar kraftverkets ursprungliga maskineri och beskriver Central Tejos verksamhet och arbetsförhållanden, till tillfälliga utställningar (måleri, skulptur, foto osv.) och vidare till pedagogiska utrymmen med ett mer lekfullt lärande kring energifrågor, till exempel lärande lek, solkraftsutställningar utomhus, teater, konserter, konferenser osv.
Elektricitetsmuseet är en del av arvet och strukturen i EDP-stiftelsen som ägs av EDP (Energias de Portugal, SA).

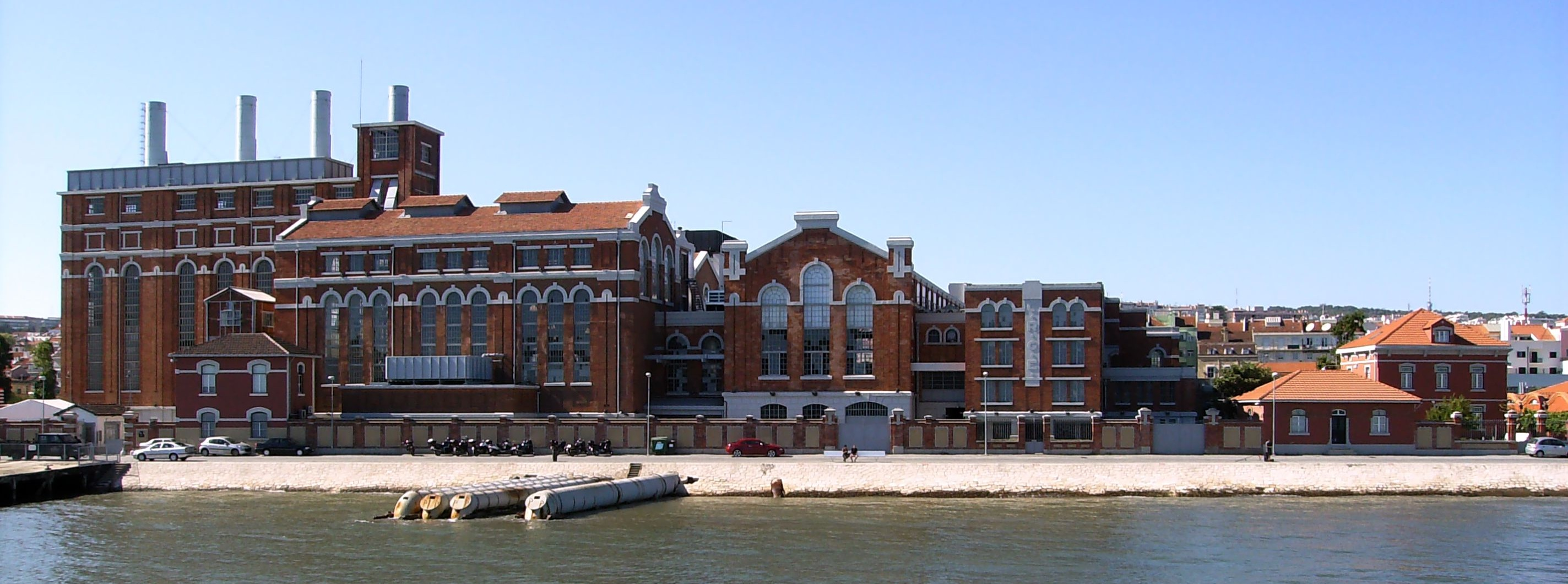
Central Tejo, nuvarande Elektricitetsmuseet – vy från floden Tejo.

## Arkitekturen

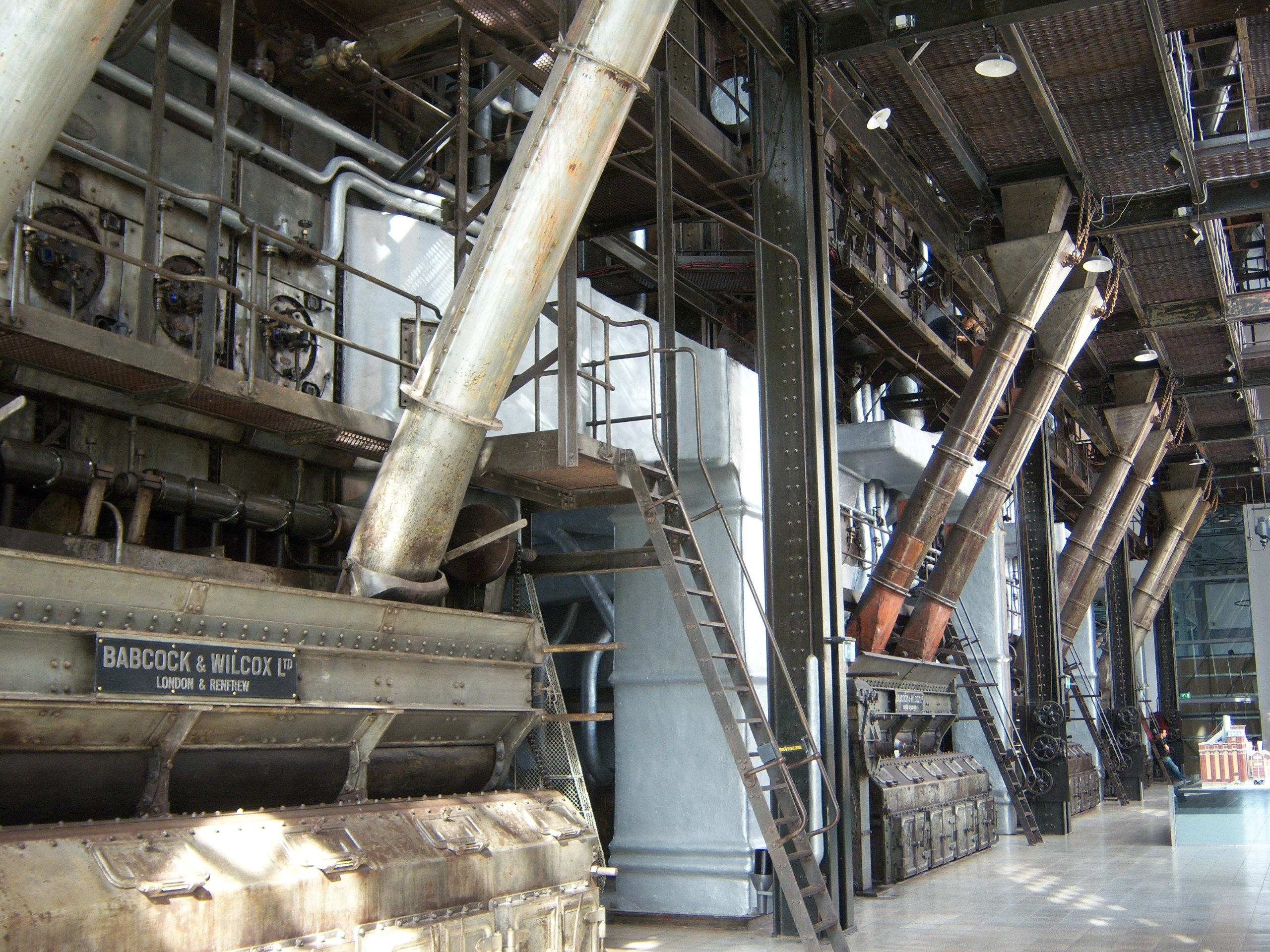
Pannrummet.

Hela anläggningen som utgör det forna Central Tejo representerar den gamla termoelektriska kraftstation som ansvarade för elförsörjningen av Lissabon och stadens omgivningar. Den är en unik byggnad i det arkitektoniska landskapet i Lissabon och ett av de finaste exemplen på industriell arkitektur från den första hälften av nittonhundratalet i Portugal.
Eftersom Central Tejo byggdes och byggdes ut mellan 1908 och 1951 har byggnaden fått en väldigt blandad arkitektonisk stil. Strukturen följer den västerländska arkitekturen med tegelklätt järn, och fasaden är dekorerad i konstnärliga stilar som sträcker sig från art nouveau på den äldsta byggnaden (lågtrycksbyggnaden) till klassicism på den mer samtida byggnaden (högtrycksbyggnaden). När kraftverket byggdes ut under årens lopp förvärvades fastigheter och mark i anslutning till själva anläggningen, vilket gör det till den största industriella anläggningen som existerar idag. Numera har anläggningen åtskilliga kulturella uppdrag, men som alltid har den floden Tejo som bakgrund, och det är även floden som gett den dess namn.
På grund av det bristfälliga skicket renoverades museet mellan 2001 och 2005, för att stärka strukturen och ta hand om fasader och inomhusmaskiner. Resultatet blev det nya museiprojekt som vi kan beskåda idag.

## Virtuell rundtur
Allt börjar vid Praça do Carvão (Koltorget), platsen där besökare hälsas välkomna och där man anordnar utställningar och evenemang. Det var här som man förr i tiden lastade av tonvis med kol från båtarna på floden Tejo för försörjningen av ångpannorna. På samma torg kan man betrakta de såll, silor och kolhissar som blandade och transporterade kol till taket på högtrycksbyggnaden.
Ingången till det industriella komplexet går igenom utställningshallen (den förutvarande lågtrycksbyggnaden). För närvarande används det till tillfälliga utställningar. Här kan man fortfarande se rören för ångexpansion och kolsilor från de gamla pannorna (som inte finns kvar).

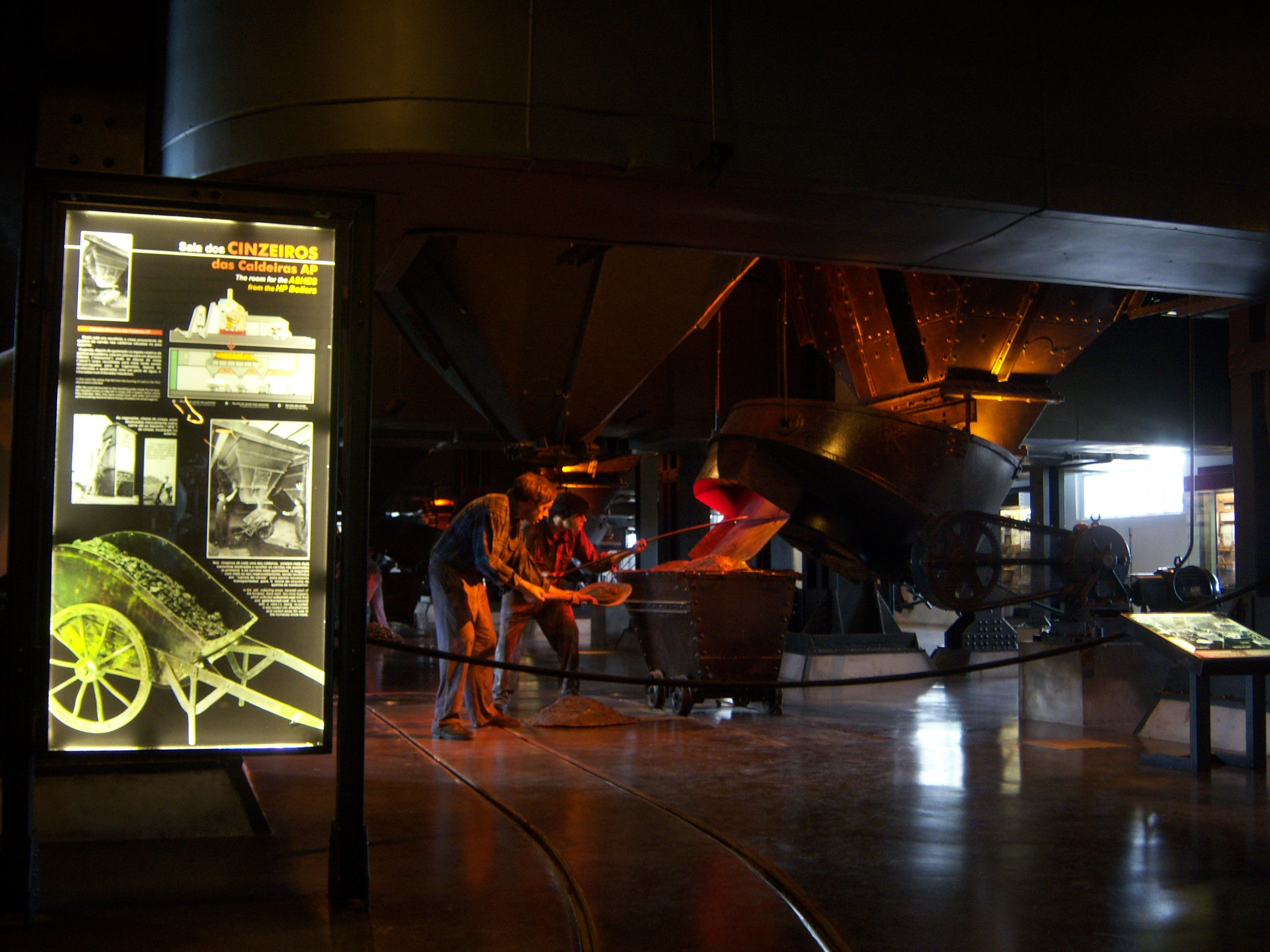
Vy från högtryckspannans askrum.

Härifrån kommer man till pannrummet, den gamla byggnaden för högtrycksångpannor. Fyra imponerande 30 meter höga ångpannor fångar besökarnas blickar. Man kan även se deras kontrollpaneler, luft- och bränslekretsar, fläktar, osv.
Panna nummer 15 har blivit museiföremål och besökarna kan titta på dess insida och utforska dess struktur och interna komponenter (rörligt galler, Bailey-väggar, naftabrännare, rör för uppvärmning av vatten osv.). Här kan man även lära känna bakgrunden till byggnaden av Central Tejo och få en första inblick i de svåra arbetsförhållandena på kraftverket.
På nedre plan finns askrummet, där man samlade upp kolaska och obränd kol. Särskild vikt läggs vid de svåra arbetsförhållanden som rådde här till följd av hettan och inandning av askan från förbränning av kol. Men här presenteras även exempel på smide, snickeri och transporter, samt kolets kvalitet och ursprung.
När man fortsätter vandringen kommer man till det interaktiva rummet som är uppdelat i tre sektioner: en ägnas åt energikällor (både förnybara och fossila), en annan åt vetenskapsmän som har bidragit till historiska framsteg i samband med produktion av el, och en tredje lärande-lek-sektor innehåller flera olika typer av undervisningsmoduler och spel med anknytning till elektricitet. Det här är en plats för lek och lärande. Hit kommer man i slutet av alla guidade rundturer så att alla får chansen att få utlopp för sin energi och sina nyvunna kunskaper.
Efter det interaktiva rummet kommer vi till vattenrummet. I detta utrymme, och i nästa, (maskinrummet), är det museala upplägget detsamma som i pannrummet. Genom de målade i olika färger som löper mellan maskiner, väggar och tak. Varje färg motsvaras av den typ av vätska som rann igenom röret: torr ånga, våt ånga, vatten osv.
Om man återvänder till vattenrummet visas vattnets behandlingsprocess inför senare användning i pannorna. De maskiner som vi ser är elektriska pumpar, vattenrenare, filter eller destillatorer från 1940-talet.

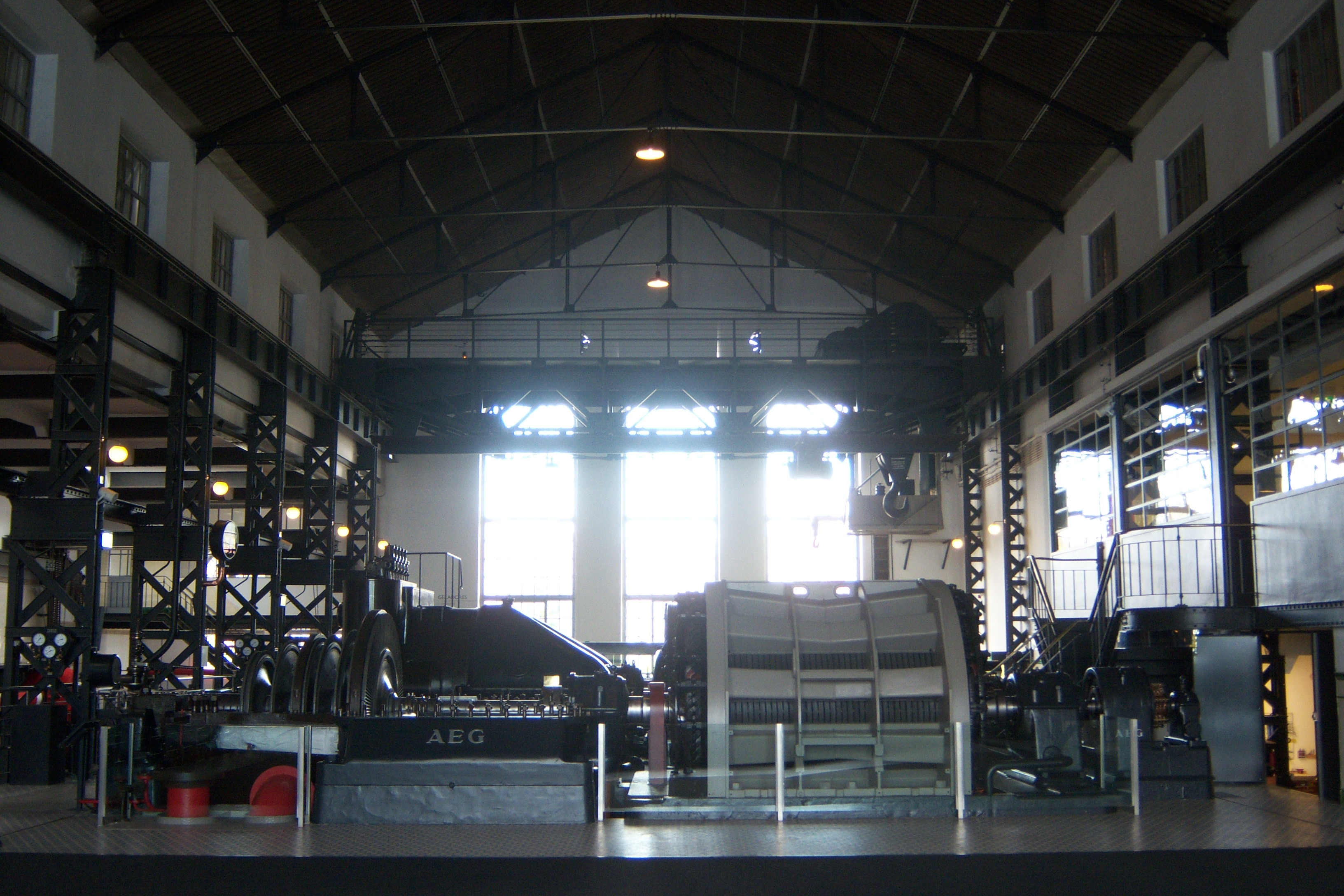
Vy från generatorrum med en turbogenerator.

Alldeles utanför vattenrummet ligger kondensatorrummet. Här kan man bese kondensatorer för nedkylning av ångan som gjorde det möjligt för pumparna att dränera vatten från floden Tejo, den kallvattenkälla som var nödvändig för att kraftverk skulle kunna fungera. I bakre delen av rummet visas kretsbrytare från kraftverkets generatorer. Där finns en permanent utställning som heter ”Ansikten från Central Tejo”, en hyllning till kraftverkets arbetare med fotografier och audiovisuella medier som visar deras arbete och arbetsförhållanden.
Ovanför kondensatorrummet ligger generatorrummet. Här visas två av kraftverkets fem generatorgrupper. En generator är öppen, så att man kan se de interna komponenterna och få en bättre förståelse för hur el genereras.
Slutligen kommer vi till kontrollrummet, där man kontrollerade generatorerna samt transformatorstationen och eldistributionen via elnätet som matades från kraftverket. Idag har rummet omvandlats till ytterligare ett interaktivt område där museiguiden åskådliggör historien bakom produktion av elektricitet med hjälp av praktiska och vardagliga exempel, som citronbatteriet, hur förnybar energi fungerar eller hur själva kraftverket förenklar produktionsprocessen med en gascylinder och en tryckkokare, allt förklarat på ett pedagogiskt sätt.

## Samlingen
Elektricitetsmuseets samling begränsas inte bara till den synliga delen av museet, utan här finns också lagrade museiföremål.
Man har prioriterat att restaurera föremål till utställningen och även att köpa in nya föremål och etikettera dem, från andra institutioner runt om i landet eller genom privata donationer.
För närvarande visar museet upp massor maskiner och utrustning som till exempel pannor, turbogeneratorer och kondensatorer från 1930-talet till 195-talet. I museiförråden finns delar och utrustning från slutet av 1800-talet och fram till modern tid. Här finns till exempel en samling med hushållsapparater, elektriska maskiner, reservdelar och gjutformar från offentliga och privata armaturer i trä och järn, laboratorieutrustning, ventiler, modeller osv.

## Dokumentationscenter
Dokumentationscentret på Elektricitetsmuseet strävar efter att bli ett specialiserat center för studier och kunskap om energi och framför allt om elektricitet. Det består av cirka 60 000 volymer av dokument i olika format (dokument, planer, böcker, videor osv.) som täcker perioden från 1848 till nutid. Fler än 90 000 fotografier och cirka 15 000 böcker, de flesta specialiserade på el (i alla dess aspekter: tekniska, konstruktiva, ekonomiska, historiska och samhällsmässiga) men även monografier om industriella kulturarv och arkeologi, museologi, allmänna kulturfrågor samt uppslagsverk och tidskrifter.
Centret har även en policy för identifiering och införlivande av dokument som finns på Internet eller i själva centret, liksom publicering av monografier om elens historia i Portugal.

## Aktiviteter
Under hela året pågår en hel del aktiviteter på Elektricitetsmuseet, både inomhus och utomhus, till exempel tillfälliga utställningar som "Vetenskapsmånaden", konserter, konferenser osv.
Koltorget (Praça do Carvão) är inte bara ett område för att välkomna besökare till museet utan blir emellanåt ett rum i det fria, med massor av spännande och högst mångskiftande evenemang.

## Vetenskapsmånaden

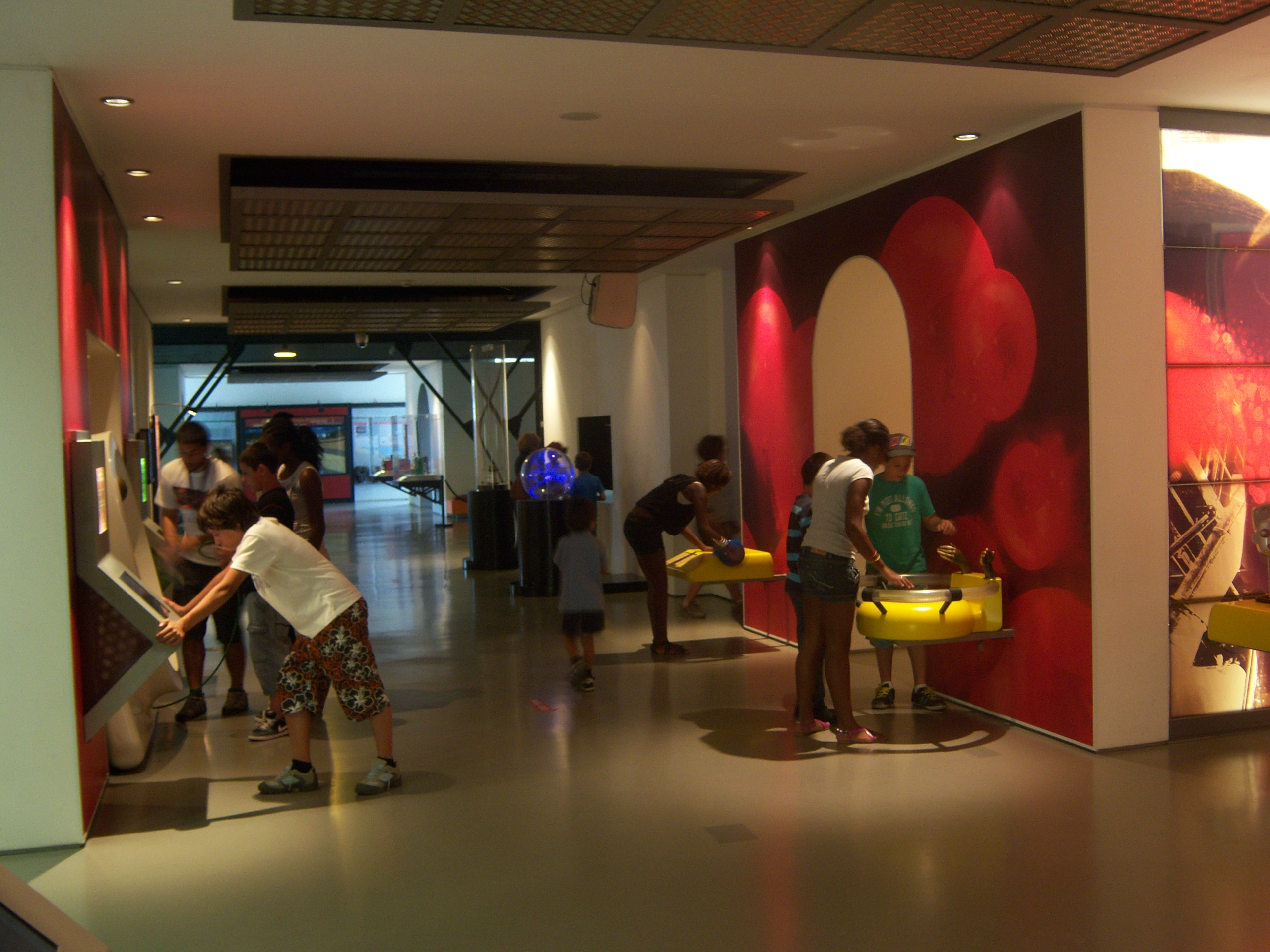
Kondensatorrum – närbild på effektbrytare och utställningen " Central Tejos olika sidor”.

I maj går Vetenskapsmånaden av stapeln på Praça do Carvão (Koltorget) med olika aktiviteter. Vetenskapsmånaden i sin nuvarande årliga återkommande hölls för första gången 2009, även om många av aktiviteterna förekommit även tidigare. Händelserna under Vetenskapsmånaden är de olympiska spelen i fysik (tävling för unga studenter), den nationella vetenskapsutställningen, barnfestivalen, solfestivalen och Rali Solar (solrallyt). Med undantag av olympiska spelen i fysik, som stöds av det Portugals fysikerförbund, anordnas alla aktiviteter av Elektricitetsmuseet.